# Poikilospermum amboinense
Poikilospermum amboinense är en nässelväxtart som beskrevs av Alexander Zippelius och Miq.. Poikilospermum amboinense ingår i släktet Poikilospermum och familjen nässelväxter. Inga underarter finns listade i Catalogue of Life.